# Biserica Adormirea Maicii Domnului din Gura Văii

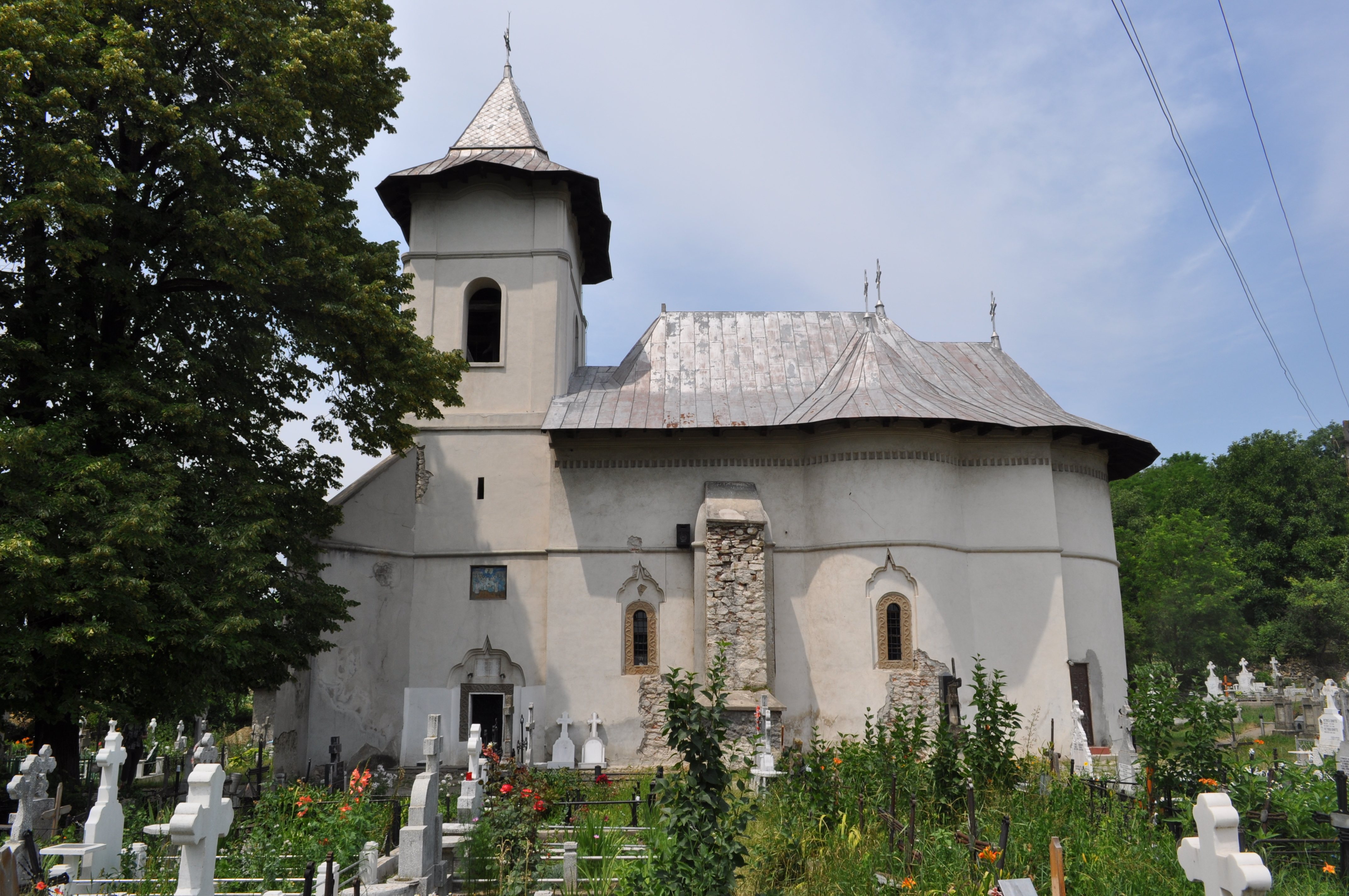
Biserica „Adormirea Maicii Domnului” din Gura Văii, comuna Gura Văii, județul Bacău, foto: iulie 2011.

Biserica „Adormirea Maicii Domnului” din Gura Văii, cătunul Pătrășcani, ctitorie a marelui ban Ștefan Ruset, a fost construită pe la 1750.  Figurează pe Lista Monumentelor Istorice din anul 2010 cod LMI BC-II-m-B-00844.

## Imagini

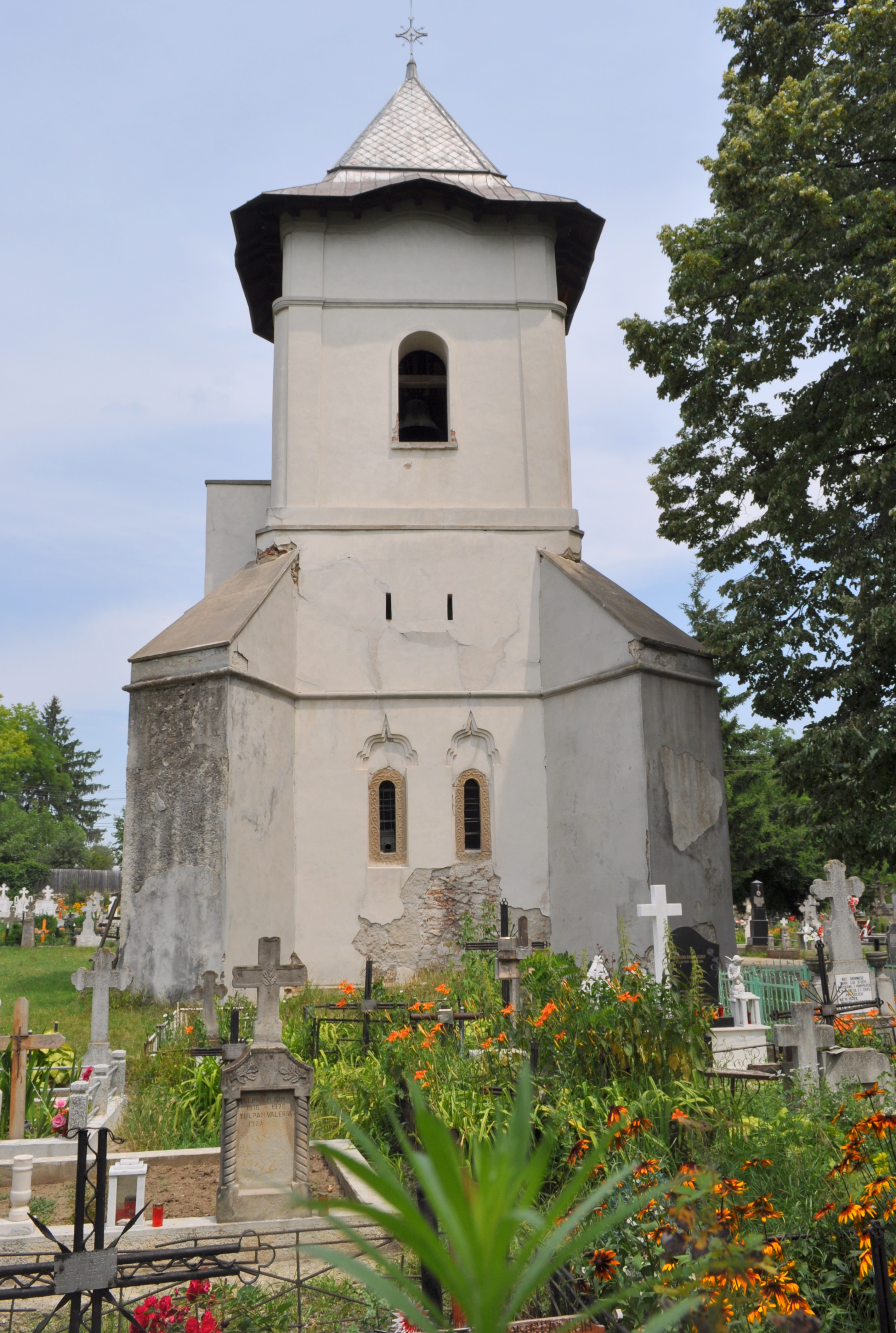
Biserica „Adormirea Maicii Domnului” din Gura Văii, foto: iulie 2011.
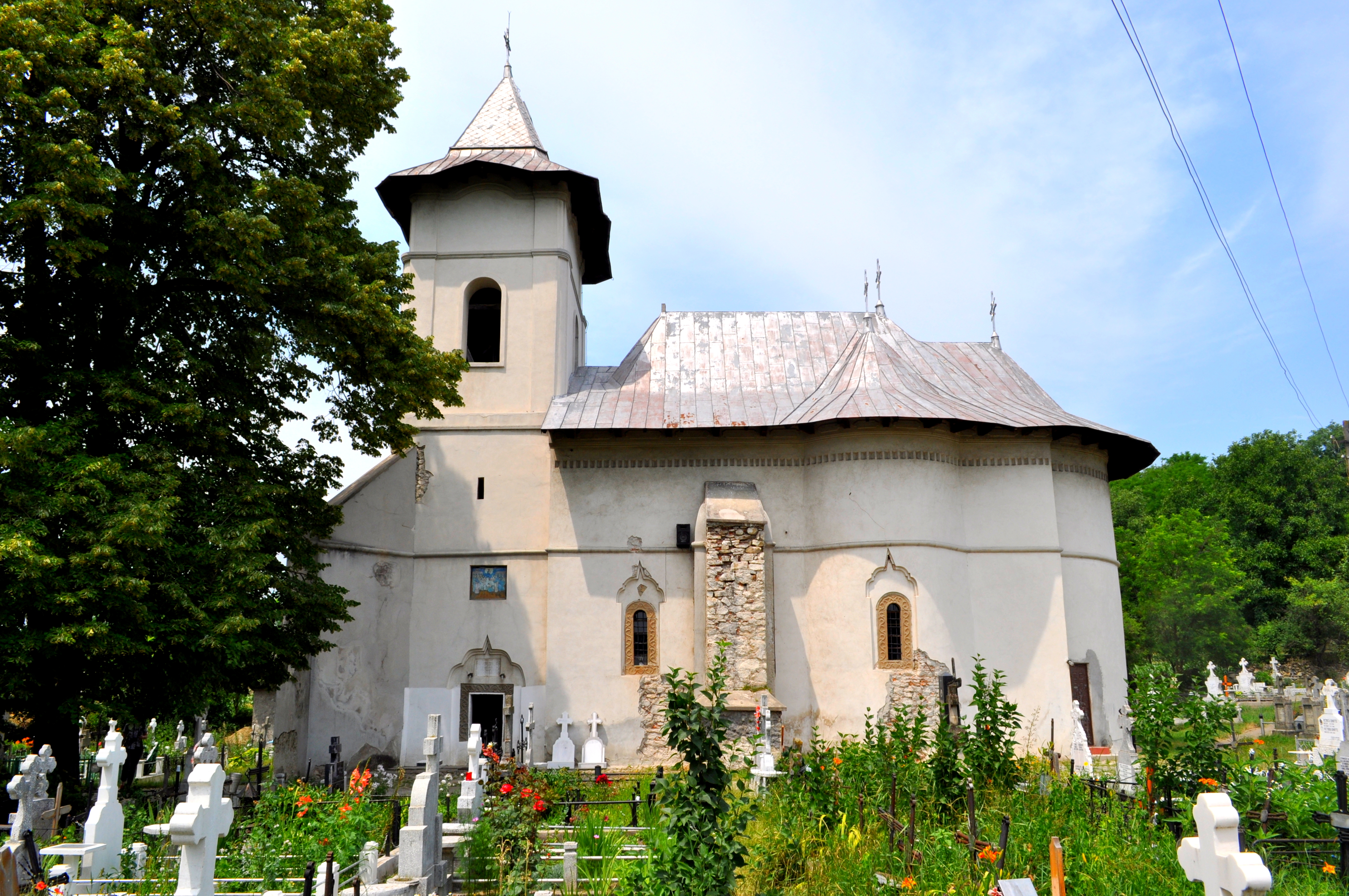
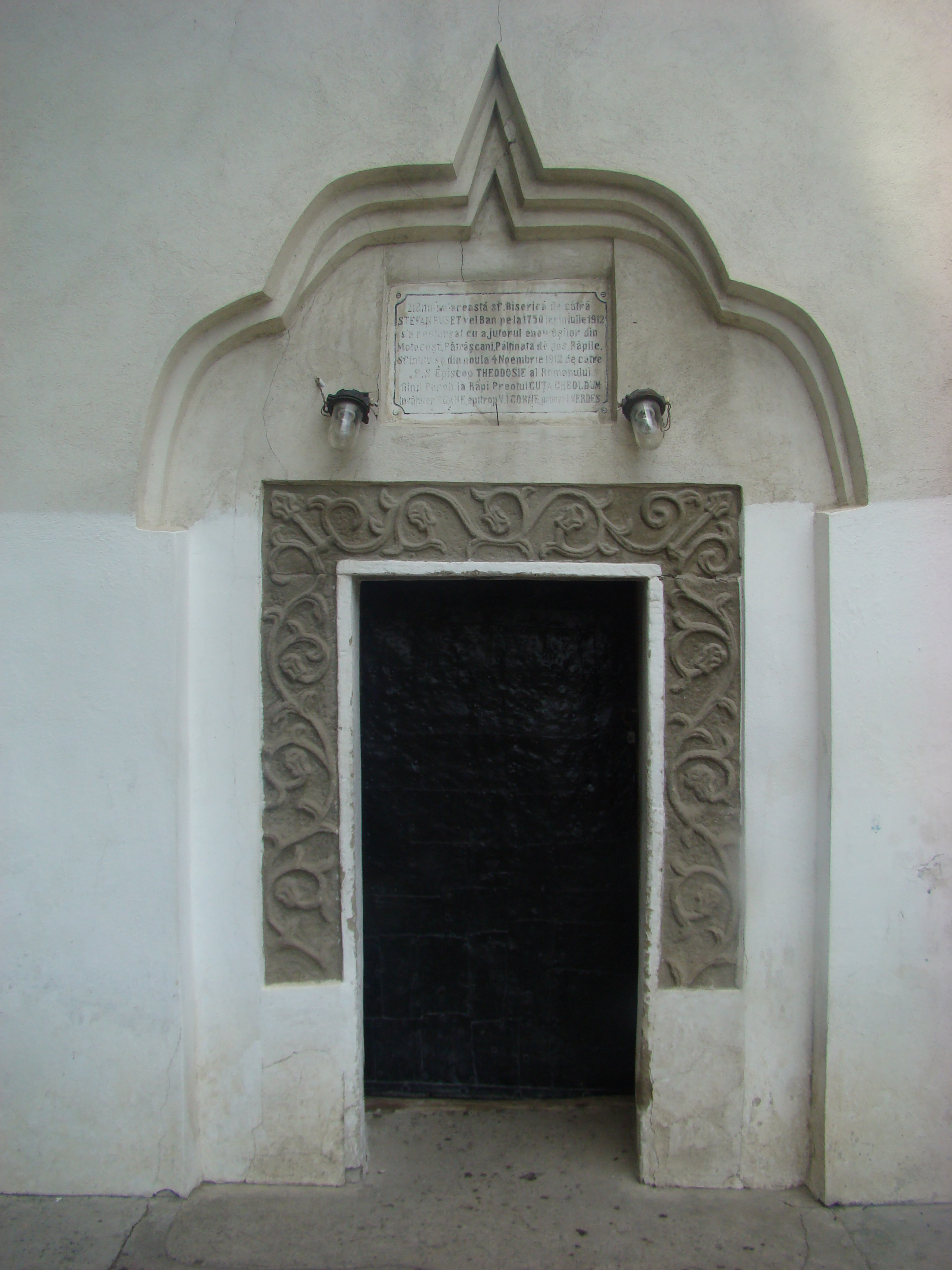
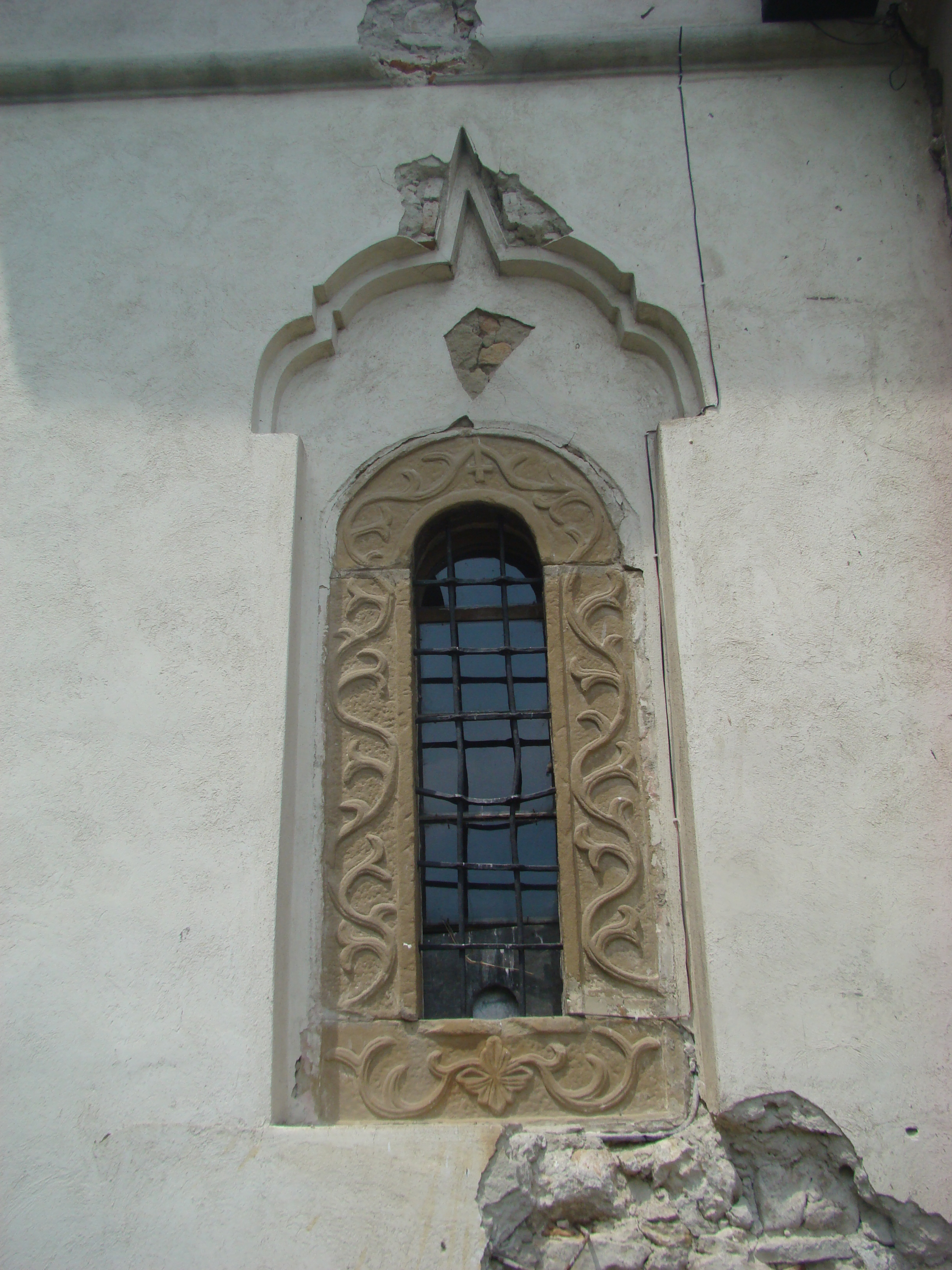
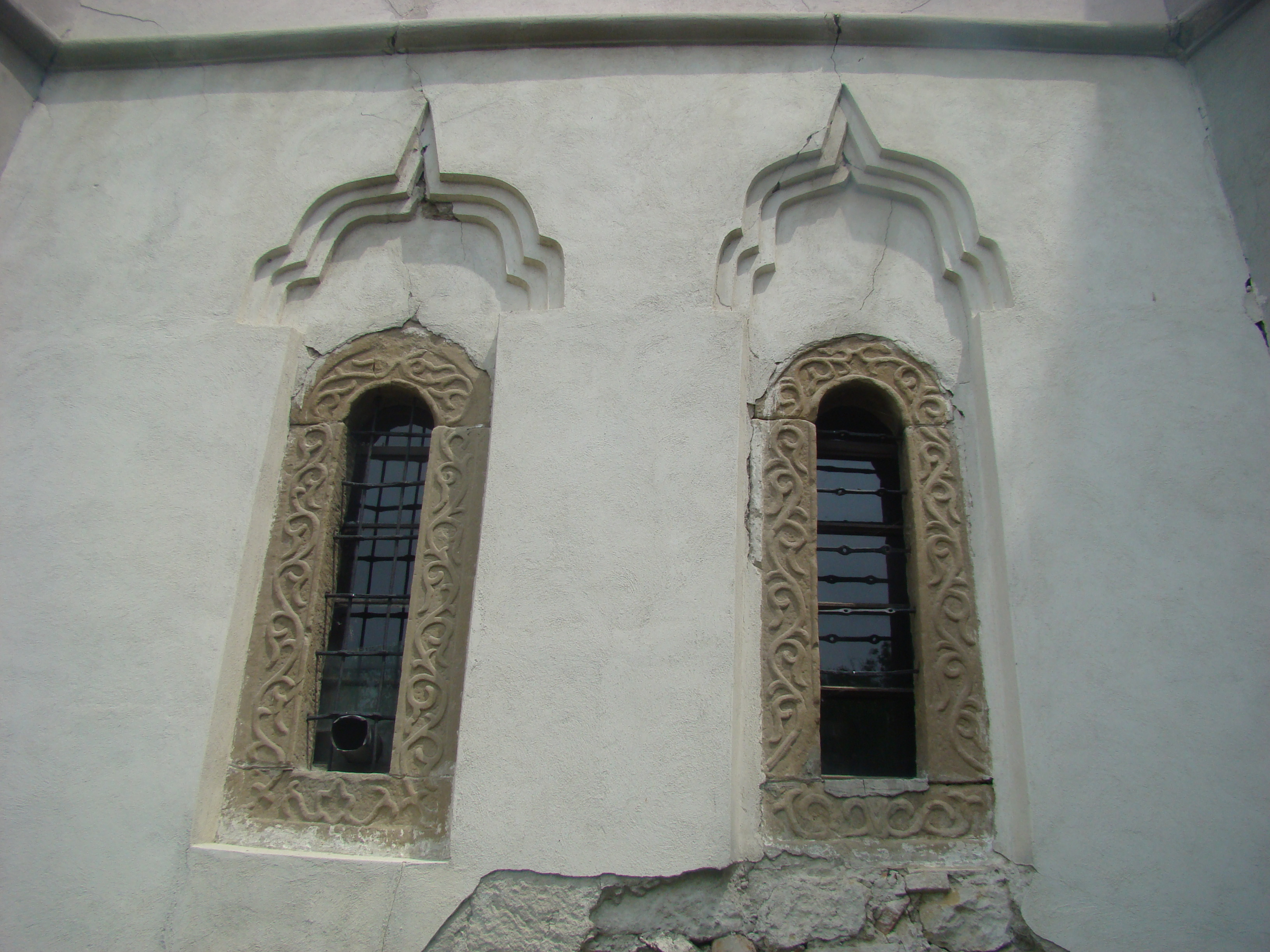